# Myslovitz
Myslovitz es una banda de indie rock polaca, cuya música incorpora elementos del college rock y shoegazing. Desde 2003, EMI ha tratado de establecerlos internacionalmente junto con MTV Europa. La banda toma su nombre de la ciudad industrial de Mysłowice, en el sur de Polonia.

## Integrantes
- Mateusz Parzymięso - vocalista, guitarrista (desde 2019)
- Wojciech (Wojtek) Powaga - guitarrista (desde 1992)
- Przemysław (Przemek) Myszor - guitarrista, teclista (desde 1996)
- Jacek Kuderski - bajista (desde 1992)
- Wojciech (Wojtek, "Lala") Kuderski - baterista (desde 1992)

## Exmiembros
- Artur Rojek - vocalista, guitarrista (1992-2012)
- Michał Kowalonek - vocalista, guitarrista (2012-2018)
- Rafał "Księciu" Cieślik - bajista (1992)
- Marcin "Bongo" Porczek - baterista (1992)
- Tomasz Majorek - teclista (1992)

## Ex concertistas
- Łukasz Lańczyk - vocalista, guitarrista (2018-2019)

## Historia de la banda
El guitarrista y vocalista Artur Rojek fundó la banda en 1992 llamándola "The Freshmen", tomando este nombre del filme de 1990 The Freshman, protagonizada por Marlon Brando y Matthew Broderick. En 1994 cambiaron su nombre por "Myslovitz" por su ciudad natal de Mysłowice. Los comienzos de la banda fueron marcados por una poco elegante actitud punk, tal como Rojek admite:
«Yo inicié Myslovitz en 1992. Tenía 20 años entonces, así que yo no tenía idea de como hacer buena música. Por supuesto, yo era un gran fan de algunas bandas británicas (Ride, Stone Roses, My Bloody Valentine, Housemartins), pero no podía tocar la guitarra perfectamente. Después de varios meses de ensayo […] decidí que debía cubrir mi falta como músico con caos (cuanto más grande mejor)»
Aun así, llamaron la atención de los medios, ganando verdaderamente importantes competiciones para bandas jóvenes; esto les permitió poder realizar su primer disco profesional, en el estudio de Radio Lodz. En 1994, Myslovitz consiguieron un contrato con MJM Music Pl y grabaron su álbum debut (autotitulado Myslovitz) con el productor británico Ian Horris, quien había trabajado anteriormente para, entre otros, Joy Division, New Order y The Exploited. Tras su salida en 1995, el álbum recibió buena crítica y fue declarado "Debut del año" por varias revistas de música. Varios críticos comparan la banda con Oasis, que estaban en la cima de su carrera en ese momento.
En 1996, se unió a Myslovitz un tercer guitarrista y teclista, Przemek Myszor, y lanzaron su segundo álbum titulado "Sun Machine" en el Sony Music Polska. El álbum tuvo dos éxitos inmediatos "Z twarzą Marilyn Monroe" ("Con una cara como la de…") y "Peggy Brown", esta última fue la versión de una banda también procedente de Mysłowice.
Al año siguiente, su tercer álbum "Z rozmyślań przy śniadaniu" ("Meditaciones en el desayuno") fue lanzado, mostrando una tendencia hacia un sonido más "pulido" y letras con mayor introspectiva. También, Myslovitz centró gran fascinación en el cine lo que comenzó a influir en las letras de sus canciones, en las cuales había gran alusión a la atmósfera cinematográfica.
El interés de la banda en el cine también se mostró en su contribución a varios soundtracks. En 1998, la banda grabó el poco convencional track "To nie był film" ("Eso no fue una película") para la película polaca Młode wilki ½ ("Jóvenes lobos ½"). La letra hace referencia a una serie de crímenes violentos cometidos por delincuentes juveniles, que fue controversialmente discutida en los medios masivos de Polonia a mediados de los 90s. La explícita marca de violencia en la letra y el videoclip que le acompañaba (que después ganaría un Fryderyk award como "Vídeo del año") causó aún más controversia y obligó a los medios de comunicación a censurar el clip.
En 1998, Myslovitz tuvo sus primeras presentaciones en el exterior con conciertos en Suecia, Alemania y en E.U.A.
El avance definitivo para la banda ocurrió en 1999, cuando lanzaron su tercer álbum titulado "Miłość w czasach popkultury" ("Amor en tiempos de la cultura pop"), que ha vendido más de 300.000 copias. La canción Długość dzwięku samotności ("La longitud del sonido de la soledad") se convirtió en el mayor éxito de la banda, hasta ahora.
En el año 2000, Myslovitz nuevamente hizo una banda sonora, escribiendo y grabando la canción Polowanie na wielblada ("La caza del camello") para la película The Big Animal (Duże zwierzę) del legendario actor y director polaco Jerzy Stuhr, y otras dos canciones (inéditas) para la película del director Waldemar Szarek "That's Us" (Eso es nuestro). En el 2003 Myslovitz continuó cooperando con Stuhr, creando no solo la banda sonora para su película "Tomorrow's Weather", sino también apareciendo en la película con papeles secundarios.
En el 2002, la continuación de Miłość…, titulada "Korova Milky Bar" fue lanzada; el título hace alusión al clásico de Stanley Kubrick, "Anthony Burgess's A Clockwork Orange". Sorprendentemente, los elementos melancólicos se hicieron cargo completamente, tanto con música y letra (a veces sarcástica) que crearon un estado depresivo casi total. Sin embargo, el álbum vendió casi tantas copias como su predecesor, en el cual se incluye la canción "Acidland and Sprzedawcy marzeń" ("Vendedores de sueños") que repitió el éxito de Długość, tres años antes de éste.
La razón de la popularidad del nuevo material de la banda, como algunos críticos conjeturan, es que su atmósfera cerrada se ajustaba al estado resesivo de la sociedad polaca. El guitarrista Przemek Myszor parecía confirmar en una entrevista para el Montreal Mirror: "Para nosotros, the Korova Milky Bar ['A Clockwork Orange' de Kubrick's ] es un lugar donde algo diferente le puede suceder a tu mente. Es algo como la Polonia de hoy. Tú sabes, Polonia es un lugar donde cosas extrañas le suceden a tu mente. Es un país lleno de crisis y donde todo a tu alrededor es bastante melancólico, demasiado oscuro, demasiado jodido. Aquí hay una crisis económica. La gente no tiene dinero, los políticos están jodidos. La letra en nuestro álbum es melancólica debido a esto. Cantamos demasiado acerca de estar en un extraño estado mental".
Con Korova Milky Bar, Myslovitz apareció en importantes festivales en toda Europa, incluyendo el grande y tradicional German Festival for Alternative Acts (Bizarre) y el prestigioso Montreux Jazz Festival. También, estuvieron junto a Iggy Pop y Simple Minds en sus tours europeos ese año. Luego, la banda recibió un MTV Europe Music Award en Barcelona por Best Polish Act, siendo nominados también en los años siguientes.
En noviembre de 2002, Myslovitz firmó un nuevo contrato con EMI Polish. El primer álbum que lanzaron seguido a esto fue en inglés regrabando Korova Milky Bar, que fue lanzada en 27 países (incluyendo Alemania, Países Bajos, Bélgica, Suiza, Francia, España, Rusia, Turquía y Sudáfrica). En adición al material de Korova, se incluyó en esta edición otras versiones en inglés de anteriores tracks. "Długość dzwięku samotności", ahora se convertida en "The Sound of Solitude". El videoclip para esta canción fue dirigido por Janusz Kamiński, el director polaco que había ganado un Academy Award en la categoría Best Cinematography por "Schindler's List" y "Saving Private Ryan", y que había rechazado una propuesta de Martin Scorsese, para trabajar con Myslovitz. Kaminski se declara a sí mismo "fan" de Myslovitz, diciendo "Yo sólo trabajo para Spielberg y Myslovitz […] El dinero no es un factor en esto. Lo que uno no haría por los ídolos!". El clip fue expuesto varias veces en MTV Europe y el álbum recibió críticas positivas en el European music press, particularmente en Alemania. Sin embargo, su presencia en el aire de la radio fue esporádica y limitada a programas alternativos (como el de John Peel en el RU), como consecuencia, Myslovitz hasta ahora no entra en la parte alta de las cartas fuera de Polonia.
En el 2003, Myslovitz compitió con "Travis and Skin" (de Skunk Anansie fame) en The Road to Edinburgh, donde la banda recibió otro MTV Europe Music Award en la categoría Best Polish Act.
El mismo año, Sony Music realizó un álbum de compilación, como fin del contrato, titulado The Best of. La vieja canción "Kraków" fue una canción polaca regrabada, de folk rock de los 70s de las estrellas Marek Grechuta y Anawa. 
En el verano del 2004, Myslovitz iniciaron un nuevo tour en Europa, comenzando con un concierto para la WDR en la víspera de la expansión de la UE. Aparte de encabezar pequeños festivales y participar en grandes eventos (incluyendo el largest Swiss open air event en St. Gallen), ellos nuevamente realizaron la apertura para Iggy Pop & The Stooges en sus conciertos europeos, así como para The Corrs en el RU y el resto de Europa.
En diciembre del 2004, EMI lanza el álbum más reciente de Myslovitz titulado "Skalary, mieczyki, neonki" ("Pez ángel, Portaespada, Tetra neón"). En él, se lanza un track fuera de la planeación con fueras de cámara de la grabación de "Korova Milky Bar"; demasiado largo, psicodélico y experimental, y mayormente instrumental con un estado melancólico perteneciente a la banda. Con Skalary, Myslovitz aparece casi como Radiohead refiriéndose como lo que ellos quieren conseguir; también hay posibles similitudes con Pink Floyd.
En ese momento, la banda acababa de terminar su nuevo álbum Happiness Is Easy; que fue lanzado hacia mayo del 2006.
Myslovitz probablemente contribuyó a la revitalización de la escena del rock alternativo en Polonia en las últimas tres décadas, que le abrió el terreno a bandas como eM, Kombajn do zbierania kur po wioskach y Lili Marlene.

## Discografía

### Studio Albums
- Myslovitz (1995)
- Sun Machine (1996)
- Z rozmyślań przy śniadaniu (1997)
- Miłość w czasach popkultury (1999)
- Korova Milky Bar (2002)
- The Best Of (2003)
- Korova Milky Bar (Versión Inglesa) (2003)
- Skalary, mieczyki, neonki (2004)
- Happiness Is Easy (2006)
- Nie ważne jak wysoko jesteśmy… (2011)
- 1.577 (2013)
- Wszystkie narkotyki świata (2023)

### Sencillos
- 1995 "Myslovitz"
- 1995 "Zgon" (Demise)
- 1995 "Krótka piosenka o miłości" (A Short Song About Love)
- 1996 "Maj" (May)
- 1996 "Z twarzą Marilyn Monroe" (With Marilyn Monroe's Face)
- 1996 "Historia jednej znajomości" (The Story of an Acquaintance)
- 1996 "Peggy Brown"
- 1997 "Blue Velvet"
- 1997 "Scenariusz dla moich sąsiadów" (A Script for My Neighbours)
- 1997 "Margaret"
- 1998 "To nie był film" (That Was Not a Film)
- 1998 "Zwykły dzień" (Common Day)
- 1999 "Długość dźwięku samotności" (The Length of the Sound of Solitude)
- 2000 "My" (Us)
- 2000 "Chłopcy" (Boys)
- 2000 " Polowanie na wielbłąda" (Camel-Hunting)
- 2000 "Dla Ciebie" (For You)
- 2002 "Acidland "
- 2002 "Sprzedawcy marzeń" (Dreamsellers)
- 2003 "Chciałbym umrzeć z miłości" (I'd Like to Die of Love)
- 2003 "Kraków" (Myslovitz vs. Marek Grechuta & Anawa) (Cracow)
- 2003 "Behind Closed Eyes"
- 2003 "Acidland" (English version)
- 2003 "Sound of Solitude"
- 2004 "Życie to surfing" (Life is surfing)
- 2006 "Mieć czy być" (Have or be)
- 2006 "Nocnym pociągiem aż do końca świata" (By the Night Train to the End of the World)
- 2007 "W deszczu maleńkich żółtych kwiatów" (In the Rain of Tiny, Yellow Flowers)

### DVD
- 2003 O sobie 1995-2001 (Sony Music Polska) [About themselves]
- 2004 Życie to surfing (Capitol/EMI Pomaton) [Life is surfing]
- 2006 Happiness is easy live

- Datos: Q1286957
- Multimedia: Myslovitz / Q1286957